# 明神池 (萩市)

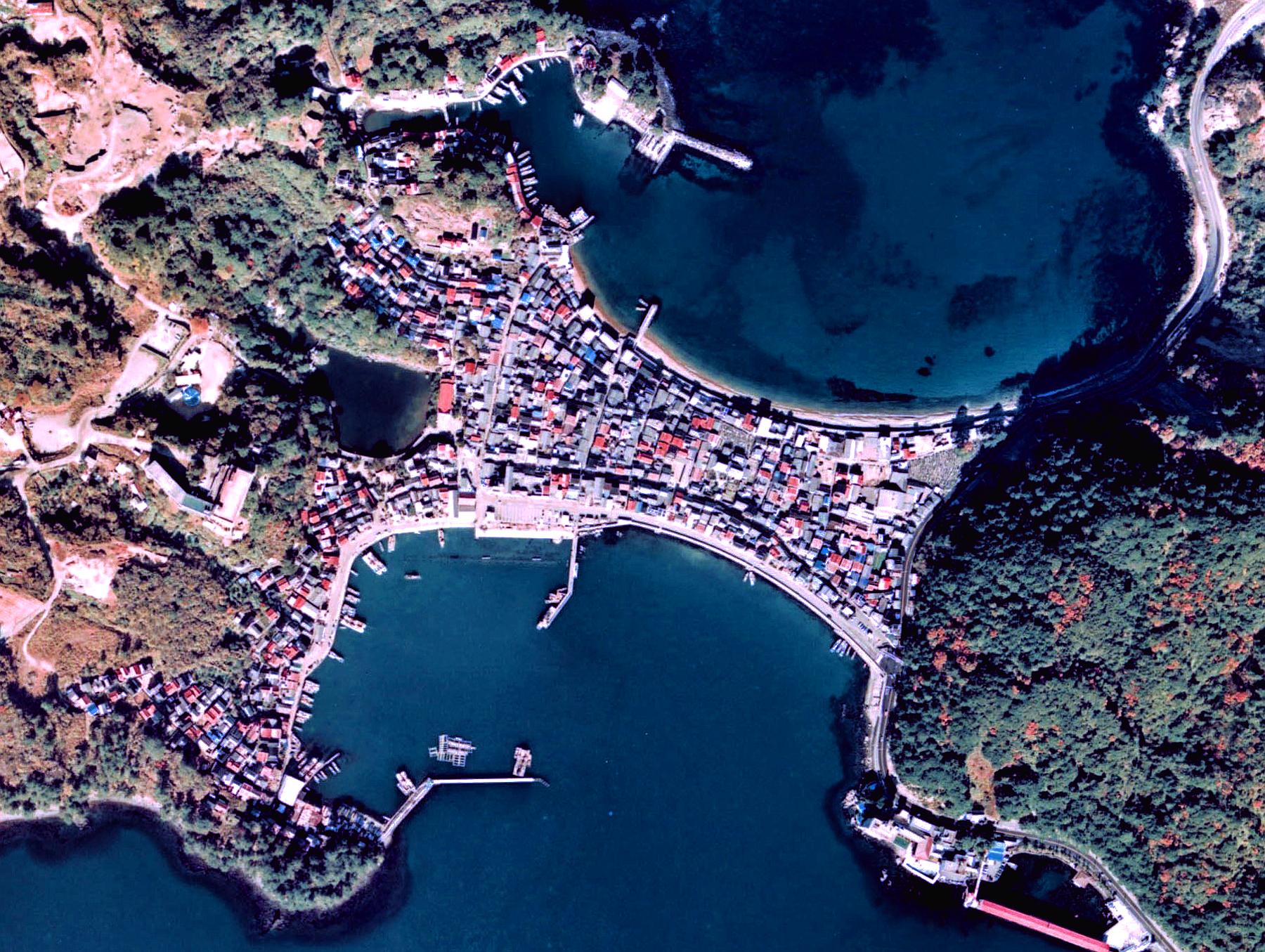
明神池付近の空中写真（1976年撮影）。住宅が密集する砂州（越ヶ浜地区）の西側にある池が明神池である。

明神池（みょうじんいけ）は山口県萩市にある池。

## 概要
明神池は、笠山と本土の間の溶解岩と砂州により成り立つ海跡湖で、溶解岩の間から外海に通じており、外海の潮の満ち引きに応じて水位が変化する汽水湖となっている。池でありながらボラなどの回遊魚が生息することから、1924年（大正13年）12月9日に国の天然記念物に指定されている。指定基準は「自然環境における特有の動物又は動物群聚」としての生息地に対するものである。
池全体が厳島神社の境内に位置し、豊漁祈願の奉納に由来するとされるボラ、イシダイ、マダイ、コノシロ、クサフグなど海水魚が生息する。周辺の土産物屋で観光客向けに魚のエサが売られており、餌付けにより大きく育ったこれらの魚の群れているさまを岸辺からも観察できる。
最寄駅は西日本旅客鉄道（JR西日本）の越ケ浜駅で、萩市内からは越ヶ浜行きのバスも利用可能。
- ボラは回遊魚であり、一般には日本近海では繁殖しない。しかし明神池ではボラはクロダイ・メジナ・コノシロなどと共に春に池で繁殖しているという。
- 池畔に都落ちした際の三条実美の歌碑がある。　「この国の濁らぬ水にすむ魚は 游ふさまさへ勇ましきかな」